# Triking
La Triking, contraction de Tricycle King (« Roi Tricycle » en français), est une voiture de type tricar créée par l'ingénieur et designer Antony Rex Divey (1930 - 2013) à Marlingford en 1978, en Angleterre.
Ce véhicule léger à trois roues s'apparente à la fois aux automobiles de sport, aux voiturettes, en particulier aux modèles à trois roues britanniques soumis au même système de taxe que les petites voitures à trois roues telles que la Reliant Robin, ainsi qu'aux motocyclettes auxquelles font penser les jantes à rayons et le moteur bicylindre en V. Il est largement inspiré de son aînée anglaise la Morgan 3-Wheeler, produite depuis 1909, dont il se veut une illustration plus moderne de la première génération.
Une des particularités de la marque qui la différencie en particulier de Morgan est l'utilisation exclusive des moteurs de motos Moto Guzzi. Les Triking sont disponibles montés ou en kit, au choix du client.

## Genèse
Antony Rex Divey, ancien illustrateur technique et designer chez Lotus, notablement contributeur à la création de la DeLorean DMC-12, est à l'origine de la société Triking Sports Cars, fondée à Hingham, dans le comté du Norfolk. Grand admirateur des Morgan 3-Wheeler, Tony Divey, alors âgé de 48 ans, commença a créer sa propre voiturette sportive en partant d'une page blanche basée sur quelques esquisses, réalisées à l'époque de son embauche chez MAN.
C'est avec l'aide de deux anciens collègues de chez Lotus, après dix mois de gestation, que naquît la première Triking de couleur rouge, surnommée plus tard la « vielle dame » (en anglais : old lady), en août 1978, dans une annexe de son propre garage à Marlingford.
Il décida de présenter sa création à son ancien patron de chez Lotus, Colin Chapman, mais la première personne qu'il rencontra fut Mario Andretti, pilote de Formule 1, qui s'empressa de l'essayer. Les deux hommes, pointures historiques du monde automobile, s'accordèrent à faire l'éloge de son invention. La popularité de cette voiturette anglaise à trois roues valut à Tony Divey d'être invité plus tard par Peugeot en qualité de consultant-designer lors de la réalisation d'un concept car analogue du constructeur français.

## Caractéristiques générales
Le châssis tubulaire en acier et la carrosserie en plastique renforcé de fibres autorisent un poids réduit d'environ 350 à 390 kg en fonction des modèles (type 1, 2, 3 ou 4).
Des pots d'échappement dont les tubes sont très visibles de part et d'autre du tricycle imposent une carrosserie sans porte. Une légère découpe au-dessus de ces derniers favorise néanmoins l'accessibilité à l'intérieur du véhicule.

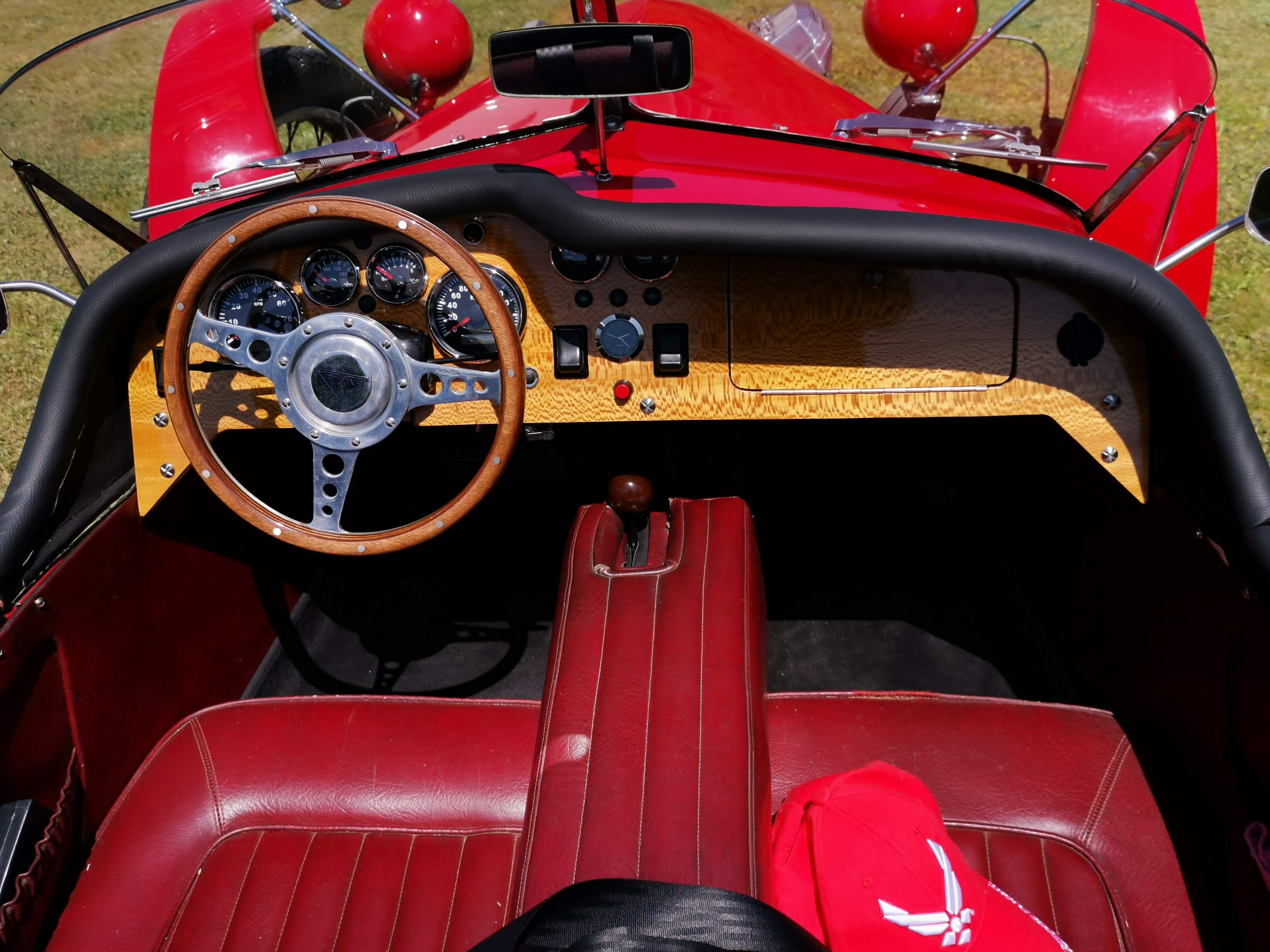
Triking à poste de conduite à gauche. Modifié en France.

La planche de bord en bois, en aluminium ou en autre matériau au choix du client, est minimaliste et reçoit habituellement un compteur et un compte-tours, ainsi que d'autres cadrans et boutons optionnels. La boîte à gants n'est pas disponible sur tous les modèles.
La carrosserie biplace est de type roadster en plastique renforcé de fibres. Elle peut être équipée d'un couvre habitacle ou d'une capote. L'habitacle est particulièrement étriqué et réduit à sa plus simple expression. Des matériaux nobles, propres aux automobiles anglaises, font néanmoins partie des options, parmi lesquelles on note le cuir et le bois.
La direction à crémaillère héritée d'une Mini est directe et transmet des informations précises au pilote. La position du poste de pilotage à gauche ou à droite est aux choix du commanditaire. Un nombre important de modèles à volant à gauche ont été commandés aux États-Unis.

### Motorisation
Les Triking sont animés par des moteurs bicylindres en V de moto Moto Guzzi. Différents groupes propulseurs échelonnés à 850, 950, 1 100 et 1 200 cm3 sont utilisés mais d'autres moteurs peuvent être choisis par les commanditaires de modèles à monter soi-même. Légers, pourvus d'une transmission à cardan, ils s'avèrent adaptés au tricycle pour des raisons à la fois esthétiques et techniques et sont également appréciés des utilisateurs pour les sensations que procurent le bruit et les vibrations propres à ce type de motorisation.
Leur exposition sans capot devant les roues avant contribue à une accessibilité mécanique aisée. Cette position du moteur en porte-à-faux permet également de déplacer la masse sur le train avant et confère de fait une meilleure tenue de route au tricar. Le moteur participe fortement, comme sur certaines motos, à la rigidité de l’ensemble : il joue le rôle d’entretoise entre les deux demi-trains avant.

### Transmission
La transmission des modèles récents est confiée à une boîte manuelle de type automobile, d'origine Toyota ou Ford, tout comme la récente Morgan 3-Wheeler à moteur S&S Cycle (en). Ce choix est en partie motivé par la présence d'une marche arrière dont les premiers modèles ne bénéficiaient pas avec une transmission d’origine de Moto Guzzi à commande séquentielle. La Triking Type 4 utilise une boîte à six rapports.

### Personnalisation et modèles spéciaux

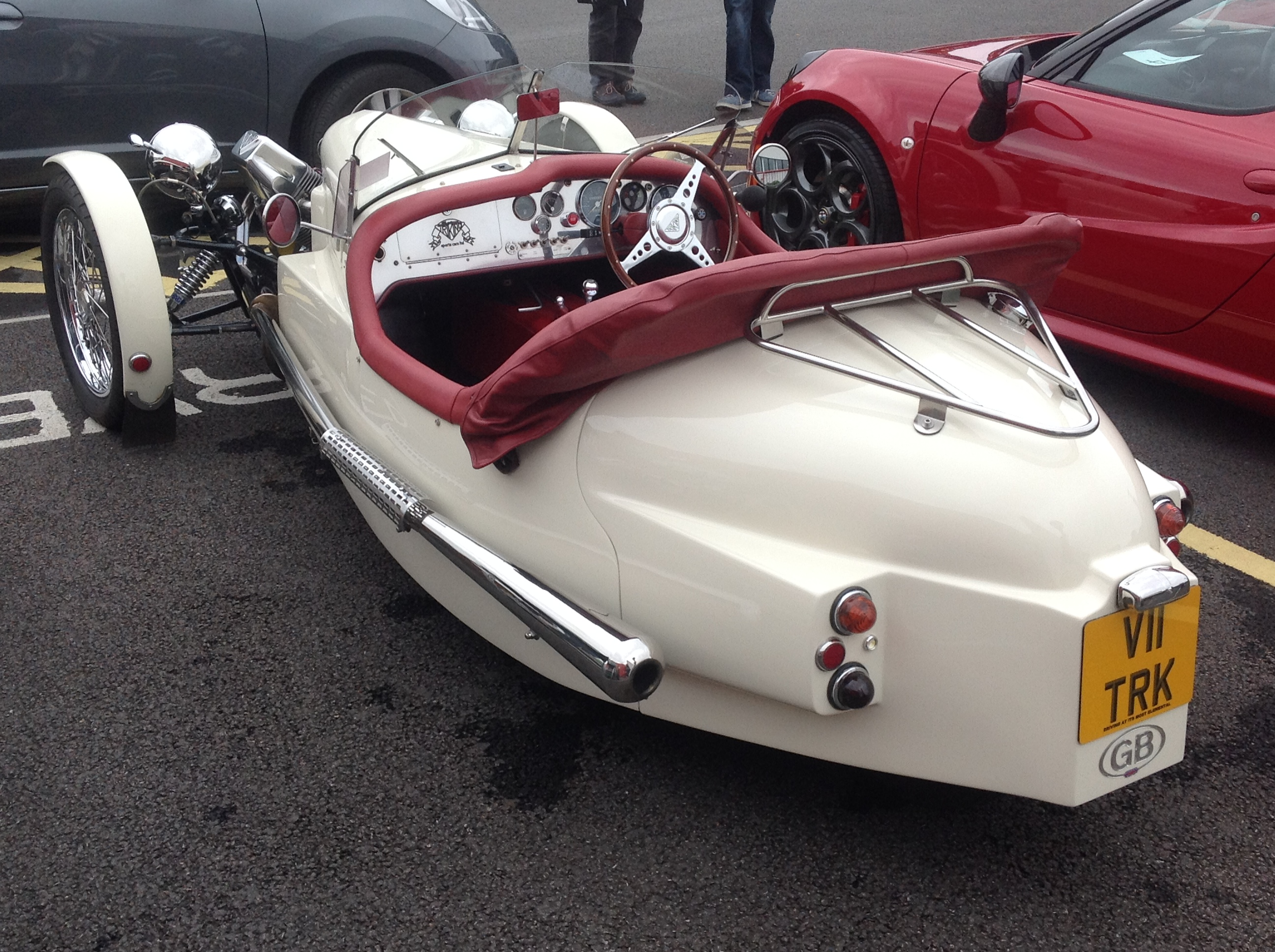
Vue 3/4 arrière d'un Triking en Angleterre.

Des modèles conçus pour la compétition, le rallye, la course de côte et le sprint, on bâti la réputation de la marque et ont permis d'apporter des améliorations sensibles au fil des années dans la fabrication du Triking. Ces derniers se sont souvent illustrés lors d’événements tels que le Brighton Speed Trials en Angleterre.
Les options d'accessoires de ces véhicules sont quasi infinies et chaque client peut demander des modifications à la carte au fabricant. La disponibilité du modèle en kit est également une des raisons de la diversité de Triking existants.

### Tarifs
En 2001, le prix des modèles neufs débutait vers 23 000 € avant option. Sur le marché de l'occasion, les Triking en bon état de fonctionnement peuvent se négocier entre 12 000 et 25 000 €. Certains modèles en état de collection ou qui se démarquent par un historique singulier peuvent dépasser ces estimations.